# Barra (pesas)

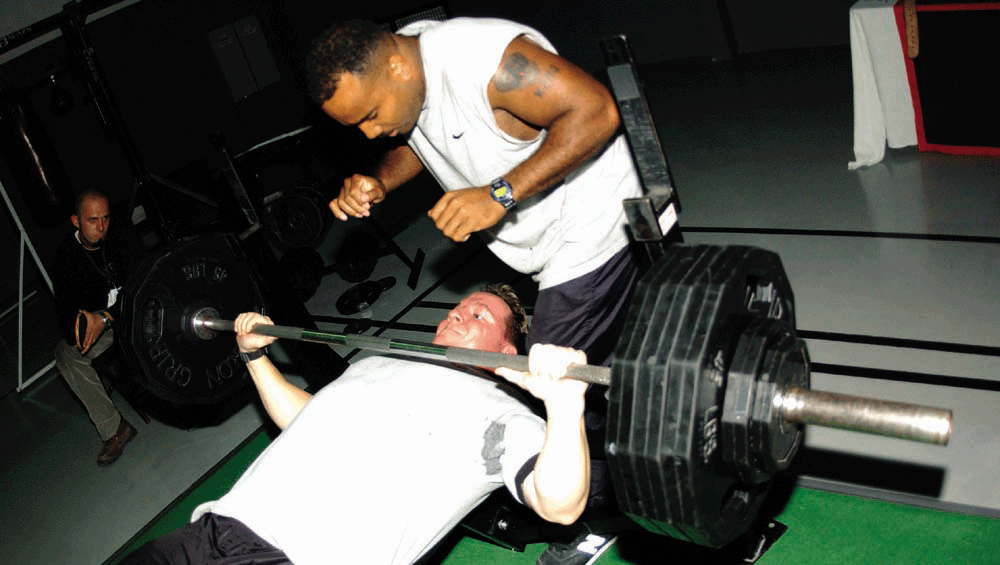
Deportista realizando un press de banca de 345 libras (156 kg) usando una barra con pesos.

Una "barra" es un equipo de entrenamiento usado en entrenamiento con pesas, halterofilia, atletismo de fuerza y levantamiento de potencia. Consiste en una barra de metal a la que se acoplan pesos, usualmente en forma de disco. Las barras suelen variar en tamaño entre los 120 centímetros (3,9 pies) y los 210 centímetros (6,9 pies). El diámetro central de la barra puede variar, pero lo más habitual es que sea próximo a 1 pulgada (2,5 cm). La barra suele estar moleteada con algún patrón cruzado para facilitar el agarre. 
Los discos tienen un agujero central por el que se desliza la barra, para formar una pesa del tamaño con el que se quiera trabajar. La barra incorpora dos topes en los extremos que evitan que los discos se deslicen por toda su longitud. Una vez ubicados en posición, suelen fijarse añadiendo una argolla, pinza o collarín metálico en cada extremo, que evita que se deslicen fuera de la barra durante el ejercicio si esta se inclina hacia un lado, lo que podría causar lesiones graves; una pérdida brusca de peso en un lado puede hacer perder el equilibrio al levantador, llegando a lanzar la barra por los aires.
A la acción de acoplar discos a la barra se la conoce coloquialmente como cargar. Por extensión, al peso total de la barra más los discos se le llama peso cargado.

## Barra normal
La barra estándar suele tener un grosor de 1 pulgada en la zona de carga de los discos, pesando entre 8 kg y 20 kg dependiendo de la longitud. En algunos países son también muy comunes las barras de 30 mm de grosor. A diferencia de las barras olímpicas, no tiene ningún tipo de dispositivo giratorio en la zona de carga de los pesos.

## Barras olímpicas

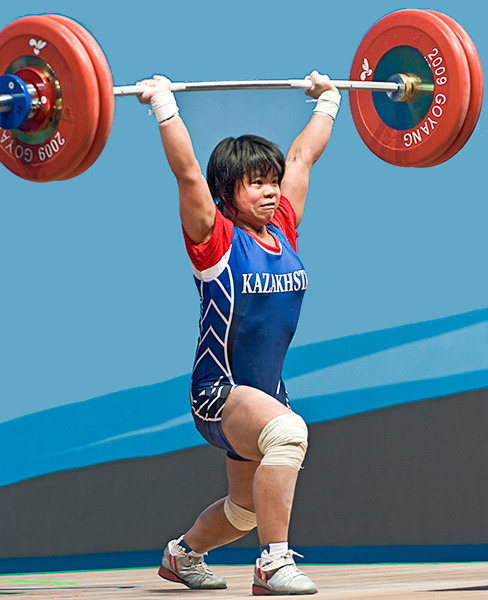
La levantadora Zulfiya Chinshanlo en el Campeonato Mundial de Halterofilia de 2009 celebrado en Corea del Sur, donde consiguió la medalla de oro de su categoría.

Los movimientos de levantamiento en halterofilia y levantamiento de potencia, a diferencia de los empleados en entrenamientos con pesas, se realizan lo más rápidamente posible, por lo que generan mucha energía cinética que el levantador debe vencer para no perder el equilibrio. Las barras empleadas en estos deportes (llamadas barras olímpicas) incorporan un manguito rotatorio en cada extremo, sobre el que se colocan los discos. Así los discos pueden rotar libremente respecto a la barra durante los movimientos, con lo que se elimina el efecto de inercia rotacional que sufriría el levantador.
Las barras olímpicas empleadas en estos deportes deben cumplir con unos estándares fijos de tamaño y peso, que dependen del deporte y el sexo del levantador.

### Masculina
La barra olímpica para hombres es una barra metálica de 2,2 metros (7,2 pies) de longitud, y un peso de 20 kg (44,1 lb). La barra tiene un diámetro de 28 mm, y el ancho de los manguitos en los extremos es de 50 mm. Las barras tienen dos zonas de agarre marcadas, con una separación estándar entre ellas de 910 mm. Suele haber una pequeña zona marcada en el centro, entre las zonas de agarre. Esta es la barra empleada en las competiciones de halterofilia.

Además de las barras olímpicas, en el levantamiento de potencia se suelen emplear barras más resistentes que permitan el uso de pesos mayores. Estas barras son más largas, para permitir cargar más discos, y más gruesas, para que se deformen menos bajo el peso. Las barras empleadas en levantamiento de potencia además tienen las marcas de agarre más juntas, a 810 mm de separación. Esta ubicación más cercana se usa para comprobar el ancho permitido de agarre en el press de banca. Sin embargo, la Federación Internacional de Potencia no permite el uso de barras más gruesas.

### Femenina
La barra olímpica para mujeres es similar a la masculina, pero más corta (2.0 m), ligera (15 kg) y estrecha (25 mm). Además, no tiene una marca central entre las zonas de agarre.

### Collarines
Los collarines olímpicos son mucho más grandes que los empleados en otras circunstancias, e incluyen una pequeña pieza circular que proporciona más superficie de contacto entre disco y collarín. Tienen un peso de 2,5 kg cada uno.

## Barra de curl o barra EZ

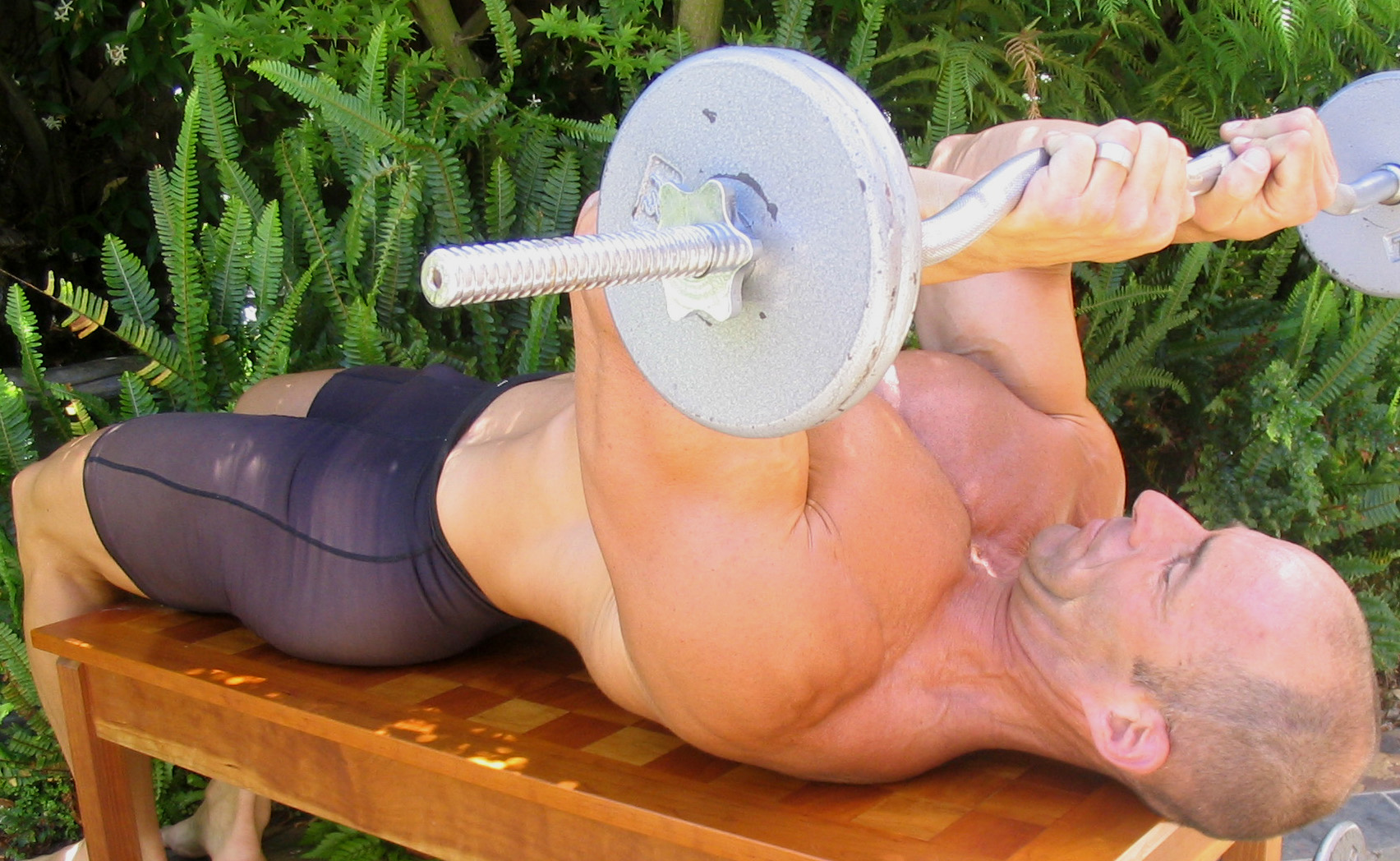
Uso de una barra EZ para realizar la extensión de tríceps.

La barra de curl, también llamada barra EZ, es una variante de la barra normal que se suele emplear para realizar ejercicios como el curl de bíceps, el remo vertical y la extensión de tríceps. La barra presenta dos zonas curvas en la región donde normalmente se realizaría el agarre, lo que permite coger la barra con una menor pronación o supinación de las manos, reduciendo la tensión en muñecas y antebrazos y disminuyendo así la probabilidad de sufrir una lesión por estrés repetitivo.